# (19625) Ovaitt
(19625) Ovaitt (1999 RT11) – planetoida z pasa głównego asteroid okrążająca Słońce w ciągu 3,82 lat w średniej odległości 2,44 j.a. Odkryta 7 września 1999 roku.